# NGC 3826
NGC 3826 (również NGC 3830, PGC 36359 lub UGC 6671) – galaktyka eliptyczna (E), znajdująca się w gwiazdozbiorze Lwa.
Odkrył ją William Herschel 6 kwietnia 1785 roku. Prawdopodobnie tę samą galaktykę obserwował też John Herschel 19 kwietnia 1832 roku, popełnił jednak błąd w określeniu pozycji i skatalogował ją jako nowo odkryty obiekt. John Dreyer skatalogował obie te obserwacje jako, odpowiednio, NGC 3826 i NGC 3830. W niektórych katalogach (np. w bazie SIMBAD) pod numerem NGC 3830 skatalogowano galaktykę PGC 36414.